# Осот польовий
Осо́т польовий, або рожевий осо́т (Cirsium arvense) — вид багаторічних рослин із роду осот родини айстрові, або складноцвіті (Asteraceae).

## Біологічний опис

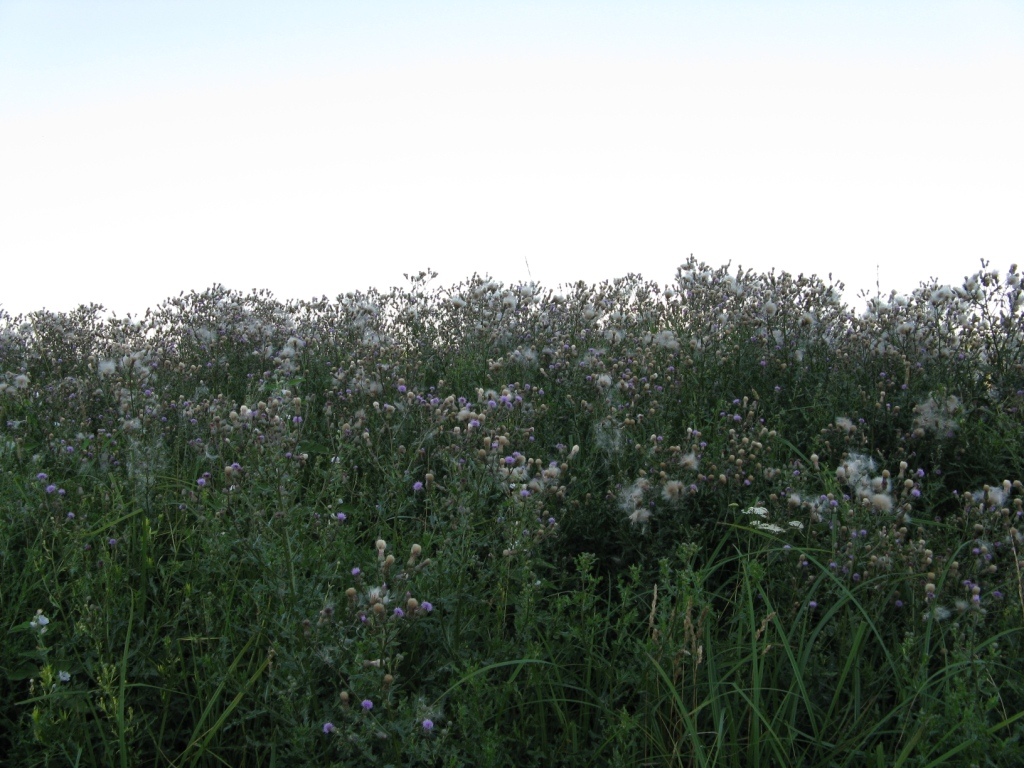
Зарості осоту

Листки утворюють прикореневу розетку, з якої потім виростає стебло висотою від 30 до 200 см; у верхній частині стебло розгалужується.
Рослина звичайно дводомна, добре розмножується вегетативним шляхом. Буває, що утворює колонії тільки з осіб однієї статі. Тоді рослина цвіте, але насіння не дає. Час цвітіння — з червня по жовтень.
Осот польовий  за рахунок вегетативного розмноження може заполонити все поле, витіснивши культурні рослини. У природі також зустрічається на луках, у заростях чагарників, вздовж доріг в низовинах та в горах.
Сильний стрижневий корінь може проникати на 2—3 метра, інколи зустрічаються корені довжиною 5—6 метрів. Приблизно на глибину 35 см від головного кореня паралельно поверхні відходять бульбоподібні потовщені корені, що запасають поживні речовини.

## Використання
Осот польовий — хороший медонос.
Є дані про використання рослин у народній медицині.